# تيليموندو
تيليموندو (بالإسبانية: Telemundo)، قناة تلفزيونية أمريكية ناطقة بالإسبانية، تملكها شركة «NBC Universal». تستهدف القناة المشاهدين في الولايات المتحدة وأمريكا اللاتينية المتحثين باللغة الإسبانية. تعرض القناة مسلسلات، برامج رياضية، برامج إخبارية وأفلام (مدبلجة وناطقة بالإسبانية).
يقع مقر قناة تيليموندو في هياليه إحدى ضواحي ميامي، فلوريدا، ويعمل في القناة 1,900 موظف حول العالم. مُعظم برامج القناة تنتج في إستوديوهات الشركة في ميامي، حيث صورت 85% من برامج القناة في عام 2011. تُكلف برامج القناة 70,000$ ألف دولار تقريباً.

## برامج القناة

### برامج أصلية
- 1994-1993: غوادلوبي
- 1996-1995: ماريا الجميلة
- 2013-الآن: سيد السماوات
- 2014: ملكة القلوب
- 2014: جزء مني
- 2015: أصحاب الجنة
- 2016-2015: تحت نفس السماء

## وصلات خارجية
- الموقع الرسمي